# Patoo Abraham
Patoo Abraham, née en 1966, est une prostituée nigériane et militante des droits des travailleuses du sexe qui milite pour la légalisation de la profession de travailleuse du sexe au Nigeria et la décriminalisation des femmes prostituées. Depuis 2014, elle est à la tête de l'Alliance africaine des travailleuses du sexe (ASWA) au Nigeria,. Elle est également présidente de l'Initiative des femmes de pouvoir (WOPI), une ONG créée dans le but d'améliorer le travail du sexe au Nigeria,. Elle a organisé une série de manifestations dans les rues de Lagos contre les abus et le mépris auxquels sont confrontées les travailleuses du sexe.